# ポリー・バーゲン
ポリー・バーゲン（Polly Bergen、1930年7月14日 - 2014年9月20日）は、アメリカ合衆国の女優、歌手、テレビ司会者。

## おもな作品

### 映画
- 底抜け右向け!左（At War With the Army）（1950年）
- インディアン征路 (Warpath）（1951年）
- 脱獄者の叫び (Cry of the Hunted）（1953年）
- ブラボー砦の脱出 (Escape from Fort Bravo）（1953年）
- ロデオの英雄 (Arena）（1953年）
- 恐怖の岬（1962年）- ペギー・ボーデン
- 女房は生きていた (Move Over, Darling）（1963年）
- 彼氏はトップレディ (Kisses for My President）（1964年）
- プレイラブ48章 (A Guide for the Married Man）（1967年）
- ベッツィ&ジョディ/美女物語 (Born Beautiful)（1974年：テレビ映画）
- ファラ・フォーセットのスカイパニック (Murder on Flight 502）（1975年：テレビ映画）
- 愛の嵐に(Harold Robbins' 79 Park Avenue)（1977年：テレビ映画）
- トンチキ恋愛講座 (How to Pick Up Girls!)（1978年：テレビ映画）
- 死の航海 (Death Cruise)（1982年：テレビ映画）
- 新生人 Mr.アンドロイド (Making Mr. Right)（1987年）
- 私の彼は結婚詐欺師 (Addicted to His Love)（1988年：テレビ映画）
- Wの標的 (She Was Marked for Murder)（1988年：テレビ映画）
- サラ・ハーディの亡霊 (The Haunting of Sarah Hardy)（1989年：テレビ映画）
- クライ・ベイビー（1990年）
- ブラッド・ライトニング/呪いの稲妻 (Lightning Field)（1991年：テレビ映画）
- 子宮の蠢き (The Surrogate）（1995年：テレビ映画）
- ジキル博士はミス・ハイド（1995年）- ウンターベルト夫人

### テレビ・ドラマ
- 戦争の嵐（1983年）
- 戦争の黙示録/戦争と追憶 (War and Remembrance)（1988年-1989年）
- アナザー・ライフ〜天国からの3日間〜（第6〜7話：1999年）
- マダム・プレジデント 星条旗をまとった女神（2005年-2006年）
- デスパレートな妻たち（シーズン3〜5：2006年-2008年）- ステラ・ウィングフィールド

### テレビ・バラエティ
- To Tell the Truth（1956年-1961年：全165回）- 長寿クイズ番組の初期のレギュラー回答者
- The Polly Bergen Show（1957年-1958年：全16回）

### アルバム
- 1955: Little Girl Blue (10" LP)
- 1956: The Girls
- 1956: Today's Hits (EP)
- 1957: Bergen Sings Morgan (Billboard 200 – No. 10)
- 1957: The Party's Over (Billboard 200 – No. 20)
- 1958: Polly and Her Pop (accompanied on guitar & vocals by her father, Bill Bergen)
- 1959: My Heart Sings – Columbia #CS 8018 – orchestra conducted by Luther Henderson (re-released in 1996)
- 1959: All Alone by the Telephone
- 1959: First Impressions – with Farley Granger and Hermione Gingold
- 1960: Four Seasons of Love
- 1961: Sings the Hit Songs from Do-Re-Mi and Annie Get Your Gun
- 1963: Act One, Sing Too

### シングル
- 1958: "Come Prima" (Billboard Hot 100 – No. 67)